# 贝图桑吉春科林寺
贝图桑吉春科林寺（英語：Pethub Stangey Choskhor Ling Monastery），俗称巴怙拉仁波切贝图庙（羅馬化：Bakula Rinpochegiin Betüb khiid），是位于蒙古国乌兰巴托的一座藏传佛教格鲁派寺院。

## 历史
该寺寺名一作“贝图丹贾春科林”（Betüb Danjai Choinkhorlin）。位于格斯尔庙以南，与格斯尔庙隔着大街相对。该寺于1992年开始兴建。兴建者是1990年至2000年期间在任的印度驻蒙古国大使巴怙拉·洛桑图登确诺（第十九世巴怙拉活佛，为印度拉达克的藏传佛教活佛）。1999年该寺建成并开放。印度副总统出席了该寺1999年建成并开放时举行的典礼。该寺建立后，已成为佛学教育的中心，以及蒙藏医学的中心。创寺的第十九世巴怙拉活佛的骨灰于2004年7月被放入该寺的一座金塔中。